# لاسلو إيفان
لاسلو إيفان (بالمجرية: Iván László)‏ هو طبيب نفسي وطبيب أعصاب وسياسي مجري، ولد في 9 مايو 1933 في المجر. انتخب عضو الجمعية الوطنية المجرية.